# 仲昌
仲昌（？—1459年），字顯夫，南京應天府溧陽（今江蘇溧陽市）人，明朝政治人物、進士出身。

## 生平
永樂二年（1404年），登進士，擔任安平縣、泗水縣知縣，后升任刑部主事、刑部郎中，官至南京太僕寺卿。